# Hilde Claes
Hilde Virginie Marie Claes (Hasselt, 27 oktober 1967) is een Belgisch voormalig politica voor sp.a en was burgemeester van Hasselt van 2009 tot 2016.

## Jeugd en opleiding
Ze is de dochter van Willy Claes, socialistisch toppoliticus en voormalig secretaris-generaal van de NAVO. Claes studeerde aan het Koninklijk Atheneum in Hasselt. Na haar middelbare studies ging ze rechten studeren aan de Vrije Universiteit Brussel (VUB), waar ze in 1990 met onderscheiding haar licentiaatsdiploma behaalde. Vervolgens was Hilde Claes van 1991 tot 2014 advocate aan de balie van Hasselt.

## Politieke carrière

### Schepen en parlementslid
Op vraag van Steve Stevaert zette ze in 1999 de stap naar de actieve politiek. In oktober 2000 werd ze verkozen tot gemeenteraadslid van de stad Hasselt, hetgeen ze bleef tot in september 2016. Tevens was zij korte tijd provincieraadslid van Limburg, van december 2000 tot januari 2001.
Eind januari 2001 volgde Hilde Claes Lisette Croes op als Vlaams Parlementslid voor de kieskring Hasselt-Tongeren-Maaseik. Ze bleef lid van het Vlaams Parlement tot juni 2003 en was er van 2001 tot 2003 lid van de commissie Openbare Werken, Mobiliteit en Energie en van 2002 tot 2003 lid van de commissie Onderwijs, Vorming en Wetenschapsbeleid. Na de federale verkiezingen van mei 2003 maakte ze de overstap naar de Kamer van volksvertegenwoordigers, waar ze tot in december 2006 zetelde en deel uitmaakte van de commissies Justitie (2003-2006) en Herziening van de Grondwet (2003-2004).
Van juli 2005 tot december 2006 Claes schepen van Hasselt, bevoegd voor Mobiliteit, Parkeerbeleid, Personeel, Jeugd en Informatica. Nadien verruilde ze haar Kamerlidmaatschap en schepenmandaat voor de provinciale politiek. Van december 2006 tot januari 2010 was ze opnieuw provincieraadslid van Limburg en tot oktober 2009 was ze eveneens gedeputeerde voor de provincie Limburg, met de bevoegdheden Veiligheid, Mobiliteit, Sport, Jeugd, Juridische Zaken en Dierenwelzijn.

### Burgemeester
Nadat Steve Stevaert in 2009 plots ontslag nam als gouverneur van Limburg, werd Claes gevraagd als burgemeester van Hasselt, aangezien zittend burgemeester Herman Reynders Stevaert opvolgde als gouverneur. Ze aanvaardde de functie en trad in oktober 2009 in functie, waardoor ze ontslag diende te nemen als gedeputeerde. Ze bleef burgemeester tot in september 2016.
In oktober 2011 deelde zij mee dat het afspiegelingscollege in Hasselt zijn beste tijd heeft gehad. In oktober 2012 bleef haar lijst Helemaal Hasselt de grootste partij (15 zetels), weliswaar met verlies. Voor de bestuursperiode 2013-2018 sloot ze een coalitieovereenkomst met de CD&V (10 zetels) en bleef ze zelf burgemeester.

### Schandalen

#### Controversiële aankoop weide
In het voorjaar van 2011 kwam burgemeester Claes onder vuur te liggen toen onregelmatigheden aan het licht waren gekomen bij de aankoop van de festivalweide van Pukkelpop in Kiewit door de stad Hasselt begin februari 2011. Omdat het stadsbestuur de gemeenteraad niet bij de aankoop had geraadpleegd en er bovendien onwettige privileges waren toegekend aan het Hasseltse nutsbedrijf Group Machiels (waarin ook Hildes vader Willy Claes als adviseur zitting had), dat eerder al een optie op de weide had genomen, zag minister Geert Bourgeois zich genoodzaakt de aankoop ter waarde van 2,6 miljoen euro nietig te verklaren. Claes, die zich persoonlijk had geëngageerd om de weide aan te kopen, verweet de oppositiepartijen N-VA en Vlaams Belang "een vuil politiek spel te spelen in aanloop naar de gemeenteraadsverkiezingen van 2012".

#### Storm 2011
Claes haalde de nationale media door haar aanpak na de storm tijdens Pukkelpop in 2011. Ze profileerde zich als een voorstander van het voortbestaan van Pukkelpop, weliswaar met respect voor de slachtoffers. Ook was zij een van de eersten om organisator Chokri Mahassine van alle schuld vrij te pleiten. Claes was ook de drijvende kracht achter de verschillende herdenkingsacties, onder meer in de kerk van Kiewit.

### Politieschandaal
Na een uitzending van het VRT-programma Panorama in oktober 2011 raakte bekend dat verschillende toplui van de Politiezone HAZODI, waarvan Claes op dat moment de voorzitter van de politieraad en het politiecollege was, zichzelf zouden verrijkt hebben met geld uit het politiebudget. Verschillende mensen, waaronder voormalig korpschef Michel Beckers, zouden zichzelf onterecht premies hebben uitbetaald die opliepen tot 350 euro per maand. Ook zou de korpschef een sollicitante, die gezakt was voor het toegangsexamen, toch hebben aangenomen. Enkele medewerkers van de politiezone stapten naar het Comité P, maar werden daar niet gehoord. Ze werden in 2009 zelf aangeklaagd voor fraude en werden uiteindelijk overgeplaatst door de toen pas benoemde Hasseltse burgemeester Hilde Claes.
Burgemeester Claes zei na de uitzending dat er betreffende de fraude door de voormalige korpschef nooit bewijzen zijn gevonden en dat er geen fouten zijn gemaakt. Er werd wel een parlementaire onderzoekscommissie gestart om de rol van het Comité P te onderzoeken. Claes kreeg ook veel kritiek, onder andere van de politievakbond NSPV, die zei dat ze een zware inschattingsfout had gemaakt.
De reportage zelf kreeg kritiek, onder meer van procureur des Konings Marc Rubens. De VRT-hoofdredactie bleef de reportage en zijn maker echter steunen. Verschillende klokkenluiders, die meewerkten aan de reportage, zeiden ook dat ze bedreigd en onder druk gezet werden om de medewerking stop te zetten. Uiteindelijk boog Claes dan toch voor de druk en gaf ze toe dat ze de wantoestanden niet hard genoeg had aangepakt. Ze bood haar excuses aan in een persmededeling en kondigde een tienpuntenprogramma aan om de misbruiken een halt toe te roepen.

### Ontslag als burgemeester
In september 2016 nam Claes ontslag als burgemeester van Hasselt na kritiek vanuit haar eigen partij sp.a en coalitiepartner CD&V. Die kwam er nadat ze uitnodigingen voor een volksfeest Zondag met Hilde had verspreid met daarop het sp.a-logo samen met het partijloze gemeentelijke infomagazine en nadat een promotiecampagne van de stad zonder inspraak van de communicatiedienst werd toegekend aan de partner van haar kabinetschef, wat de indruk van belangenvermenging gaf. Zelf beweerde ze van dat laatste dat alles correct is verlopen, maar niettemin bleek haar positie als burgemeester onhoudbaar. Na haar ontslag werd ze opgevolgd door Nadja Vananroye (CD&V).
Enkele dagen later nam ze ook ontslag als gemeenteraadslid en verliet Hilde Claes de actieve politiek.
Begin 2017 bevestigde een audit van de Vlaamse overheid dat er effectief sprake was van belangenvermenging in de zaak met de stedelijke promocampagne en dat Claes ervan op de hoogte was. Er wordt nog onderzocht of ze er juridisch aansprakelijk voor gesteld kan worden.

### Na het burgemeesterschap
Van oktober 2017 tot augustus 2019 was Claes aan de slag als coördinator voor de graduaatsopleidingen voor het Provinciaal Centrum voor Volwassenonderwijs Limburg. Ook was ze van september 2018 tot oktober 2019 coördinator van het graduaat in de juridisch-administratieve ondersteuning en van september tot oktober 2019 lector aan de Hogeschool PXL.
Nadien stond Claes van november 2019 tot mei 2023 aan het hoofd van MPI Oosterlo in Geel, een zorghuis voor mensen met een verstandelijke beperking.
Sinds 2024 is Hilde Claes zaakvoerder van Athari, waarmee ze bedrijven politieke en zakelijke expertise en persoonlijke coaching wil bieden om hen wegwijs te maken doorheen overheidsstructuren en hun organisatie te verbeteren. 

## Privé
Ze is ongehuwd en heeft twee kinderen. In 2015 werd bij haar borstkanker vastgesteld.